# Constantine Goulimis
Constantine Goulimis (a veces aparece: Constantine N. Goulimy; Kōnstantinos N Goulimēs, en griego: Κωνσταντινος Γουλιμης), (13 de julio de 1886 -20 de mayo de 1963) fue un abogado y exitoso botánico amateur; realizando varios descubrimientos de especies de la flora de Grecia.

## Educación y carrera
Goulimis nace en Atenas, estudiando leyes allí, y en París, Londres, Roma y en Berlín donde se doctora. Practicará la abogacía en Atenas y será, por algún tiempo, asesor de la "Embajada Británica en Atenas". En 1945 es miembro de la delegación griega a San Francisco para la Conferencia de San Francisco que daría comienzo a la formación de Naciones Unidas.
Durante la Segunda Guerra Mundial, estando en Sudáfrica, Goulimis se interesa en la Botánica. Tras volver a Grecia en 1945 y hasta su deceso el 20 de mayo de 1963, expedicionó visitando muchas regiones griegas en búsqueda de plantas. Sus colecciones de herbario se guardan en el Museo Goulandris de Historia Natural.
Era abuelo de Constantine Goulimis, fundador de la Cía. londinense Greycon, y nieto de otro Constantine Goulimis, que peleó en el asedio a Messolonghi durante la guerra de independencia de Grecia, y que luego fue abogado.

## Algunas publicaciones
- Wild Flowers of Greece,[1] ilustrado × Niki Goulandris.[2][3]

- La abreviatura «Goulimy» se emplea para indicar a Constantine Goulimis como autoridad en la descripción y clasificación científica de los vegetales.[4]

## Descubrimientos
- Anthyllis serpenticola
- Campanula goulimyi
- Crocus goulimyi
- Inula serpentinica
- Linaria hellenica
- Linum goulimyi
- Silene goulimyi[5]
- Tulipa goulimyi